# Bürgerbräukeller
La Bürgerbräukeller fu una grande birreria situata a Monaco di Baviera, in Germania. Inaugurata nel 1885, fu una delle più grandi birrerie della Bürgerliches Brauhaus. Dopo la fusione della Bürgerliches con la Löwenbräu nel 1921, la birreria divenne di proprietà della stessa Löwenbräu.
La Bürgerbräukeller fu l'edificio da cui Adolf Hitler lanciò il famoso Putsch di Monaco, l'8 novembre 1923.
Sedici anni dopo, l'8 novembre 1939, l'edificio fu teatro di un attentato pianificato in solitario da Georg Elser allo scopo di uccidere lo stesso Hitler e i numerosi gerarchi nazisti che lo accompagnavano (tra cui Rudolf Heß, Joseph Goebbels, Heinrich Himmler, Martin Bormann) durante l'annuale commemorazione del fallito colpo di Stato del 1923, alla quale era consuetudine di Hitler partecipare e tenere un discorso.
Elser nascose all'interno di una cavità scavata in un pilastro, posto vicino alla pedana dalla quale Hitler avrebbe dovuto parlare, una bomba ad orologeria programmata per scoppiare alle ore 21:20.
Ma il dittatore tedesco anticipò il suo discorso e lasciò l'edificio prima del previsto intorno alle 21:07 in quanto, per le avverse condizioni meteorologiche di quella sera, doveva affrettarsi a raggiungere la stazione ferroviaria per prendere il treno speciale che lo avrebbe riportato a Berlino (invece di utilizzare, come di abitudine, l'aereo).
La bomba esplose, puntuale, 13 minuti dopo l'uscita di Hitler dalla birreria e uccise 8 persone, ferendone altre 62.
La Bürgerbräukeller sopravvisse ai bombardamenti aerei della Seconda guerra mondiale.
Venne demolita nel 1979 in seguito a un piano di riqualificazione urbanistica, così come la vicina Münchner-Kindl-Keller e la birreria Hofbräu.

## Posizione
La Bürgerbräukeller era situata nel quartiere Haidhausen di Monaco, sul lato est del fiume Isar. L'ingresso era situato al n.ro 15 di Rosenheimer Straße, con l'accesso da Keller Straße, ovvero sul lato posteriore.
Dal 1980, il sito è stato ristrutturato con la costruzione del Kulturzentrum Gasteig, l'Hilton München City Hotel e la sede della GEMA.

## Descrizione
Già nel XVI secolo, i birrai della Baviera raccoglievano barili di birra verso la fine di ogni stagione e li immagazzinavano in cantine appositamente realizzate per l'estate. Prima del XVIII secolo, i birrai scoprirono che avrebbero potuto ottenere maggiori profitti se avessero aperto le loro cantine al pubblico e servito la birra sul posto. Nel XX secolo, la Bürgerbräukeller aveva sia una cantina che una birreria e già disponeva di una grande sala per i servizi.
La sala era un ampio spazio rettangolare che ospitava fino a 3.000 persone, anche se solitamente il pubblico era meno frequente nelle ore di pranzo. I pilastri indipendenti su entrambi i lati della sala sostenevano le gallerie ed il tetto. Le pareti portanti ed i pilastri interni, con capitelli classici, erano in muratura intonacata. Un soffitto decorativo intonacato era diviso in baie, con tre file di lampadari e travi in acciaio che sostenevano la struttura del tetto in legno.

## Era nazista

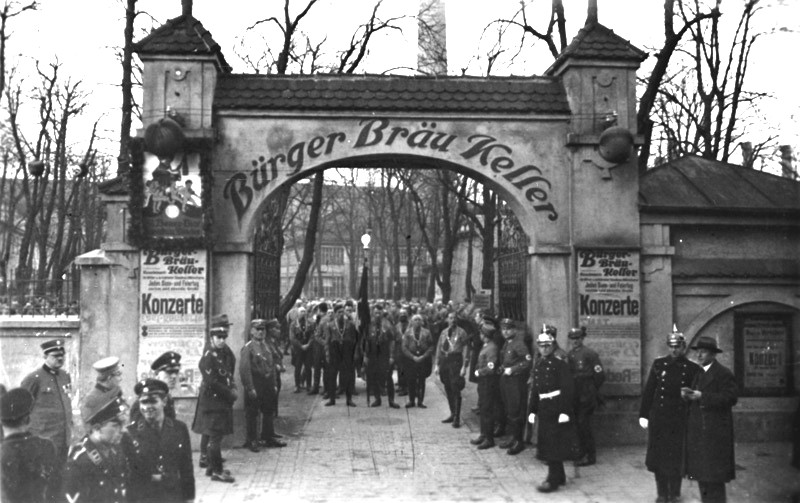
Uno squadrone lascia la Bürgerbräukeller per il Putsch.

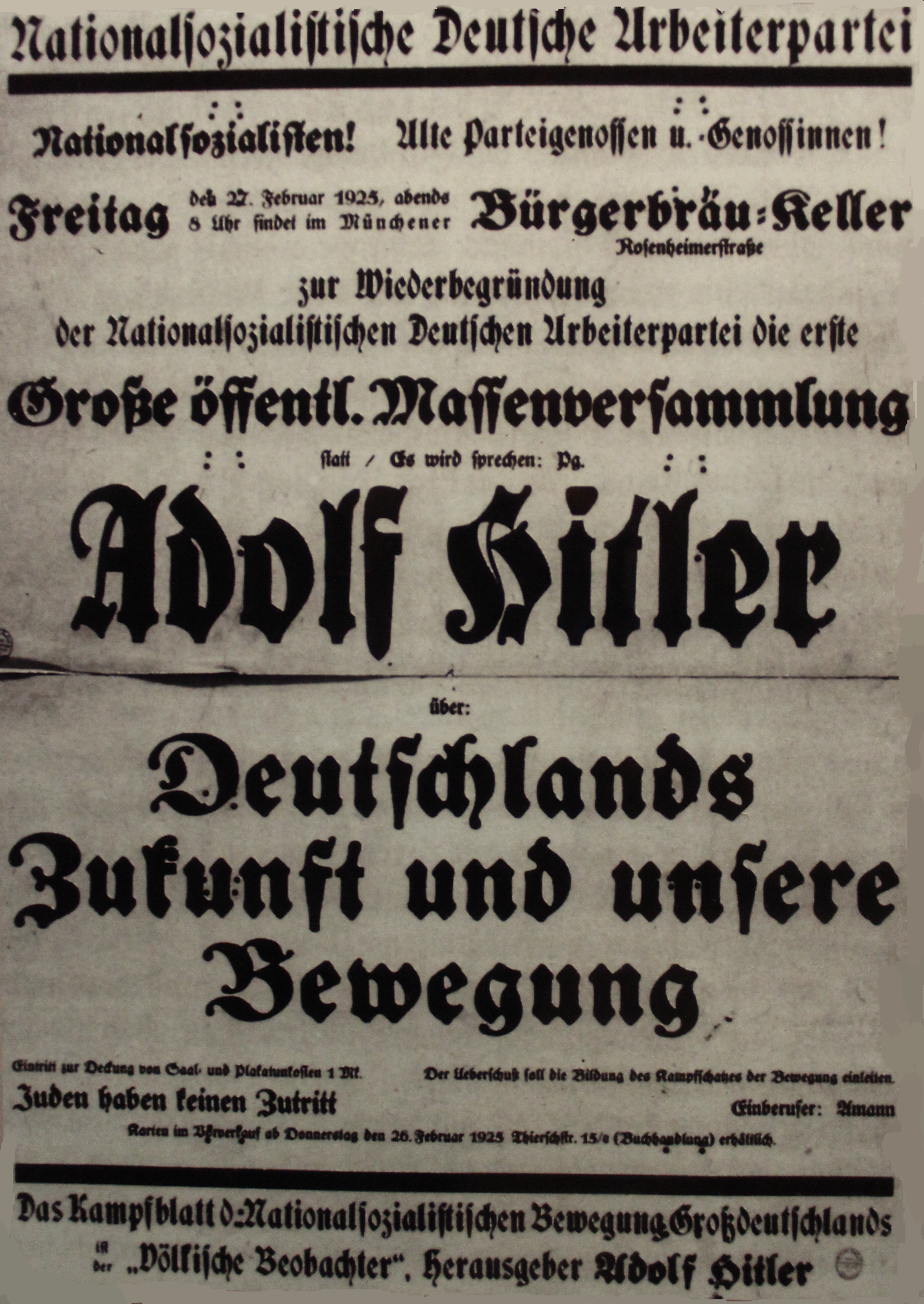
Invito di un "ristabilimento" del partito nazista con Adolf Hitler oratore, 27 febbraio 1925, presso la Bürgerbräukeller.

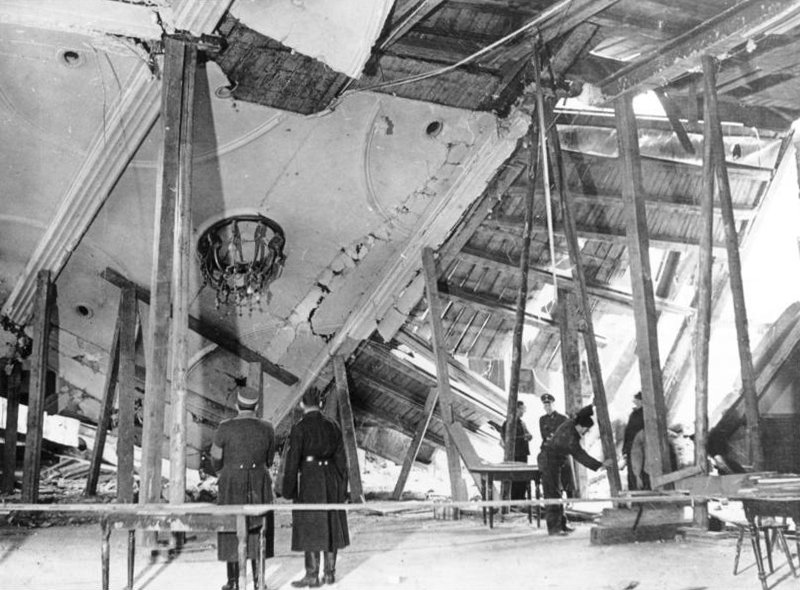
La Bürgerbräukeller dopo il tentato omicidio di Hitler nel 1939.

Dal 1920 al 1923, la Bürgerbräukeller fu uno dei principali luoghi di ritrovo dei sostenitori nazisti.
Lì, l'8 novembre 1923, Adolf Hitler lanciò il Putsch di Monaco. Dopo che Hitler prese il potere nel 1933, commemorò in ogni anniversario la notte dell'8 novembre dedicandolo agli Alte Kämpfer (i vecchi combattenti), nella grande sala del Bürgerbräukeller.
Il giorno seguente veniva condotta una rievocazione della marcia attraverso le vie di Monaco dal Bürgerbräukeller a Königsplatz. L'evento culminava con una cerimonia alla Feldherrnhalle per commemorare i 16 nazisti morti nel Putsch.
Come detto, nel 1939 una bomba a orologeria venne nascosta all'interno di un pilastro del Bürgerbräukeller e programmata per esplodere alle ore 21:20 dell'8 novembre durante il Bürgerbräu-Putsch (o anche Hitler's Beer Hall Putsch).
L'ordigno esplose puntuale uccidendo 8 persone e ferendone 62, ma Hitler aveva già finito il suo discorso e si era già allontanato dall'edificio.
Quella sera stessa, mentre tentava di varcare il confine con la Svizzera, l'attentatore, l'artigiano Georg Elser fu arrestato.
Fu tenuto prigioniero per 5 anni e mezzo fino a essere giustiziato, su ordine di Hitler, poco prima della fine della guerra nel campo di concentramento di Dachau.
L'edificio subì gravi danni strutturali dalla bomba di Elser e negli anni successivi, 1940-1943, l'annuale discorso venne spostato al Löwenbräukeller sulla Stiglmaierplatz e nel 1944 al Kronebau.

## Durante la seconda guerra mondiale
Dopo il tentato omicidio di Hitler, l'8 novembre 1939, iniziarono le riparazioni sul Bürgerbräukeller con l'intenzione di riparare l'edificio al suo stato originale. A causa della scarsità di materiali, il lavoro non venne mai completato. Durante il bombardamento aereo su Monaco, una bomba colpì la stessa sala dove era avvenuta l'esplosione del 1939, ma incredibilmente non esplose.

## Dopo la seconda guerra mondiale

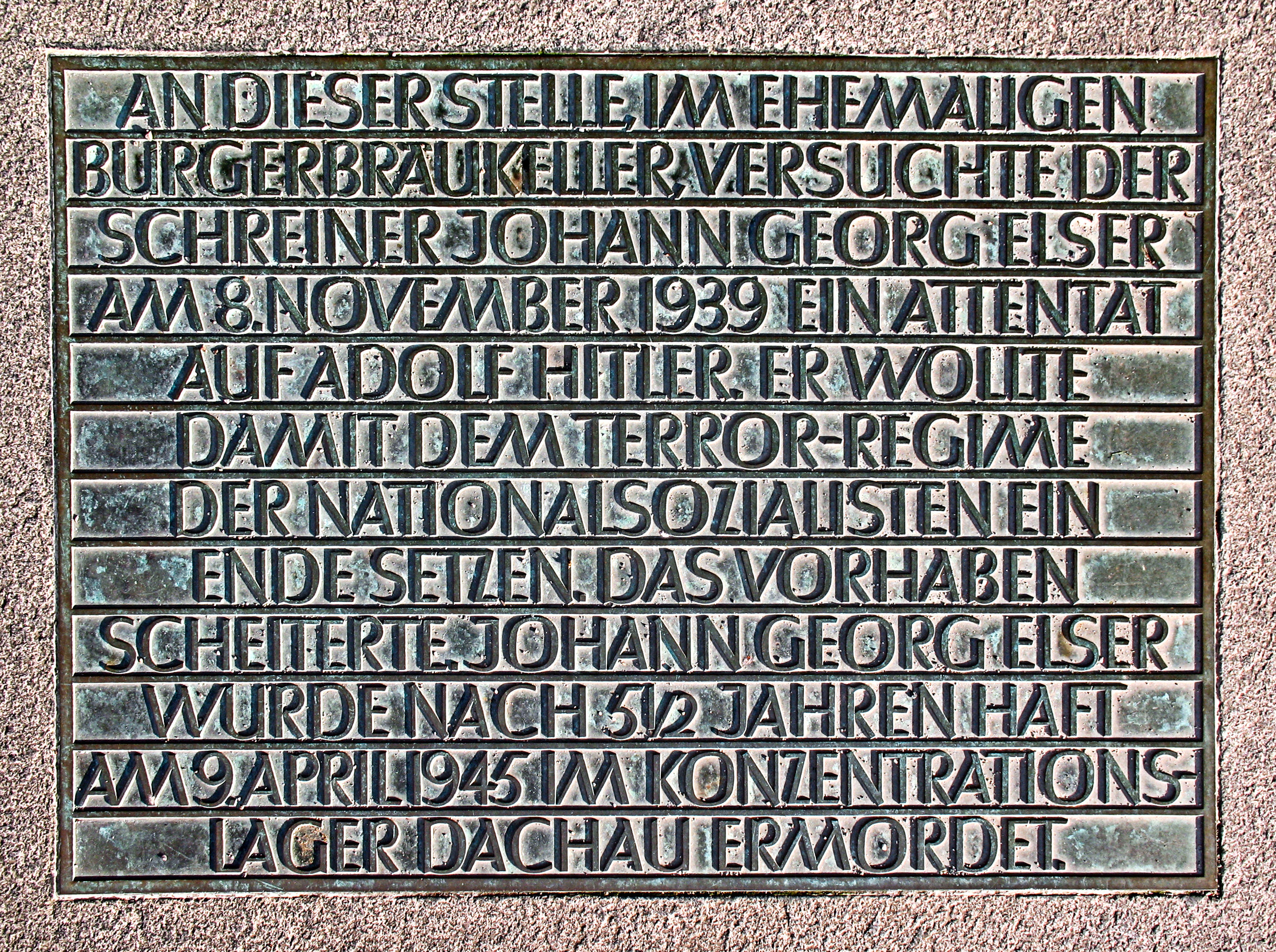
Targa a Georg Elser.

Quando le forze americane entrarono a Monaco, il 30 aprile 1945, la 42ª Divisione di fanteria "Arcobaleno" trovò il Bürgerbräukeller sgombro ed in disordine, ammucchiato con documenti del partito nazista.
Il Bürgerbräukeller venne temporaneamente convertito in un centro d'accoglienza di feriti da parte della Croce Rossa Americana a partire dalla fine del 1945, mentre nel 1947 divenne un centro di servizi speciali.
Nel 1957, il Bürgerbräukeller tornò in servizio sempre da parte della Löwenbräu Beer Company e, dopo una parziale ricostruzione, fu riaperto come una birreria-bierkeller nel Natale 1958.
In preparazione delle Olimpiadi del 1972 a Monaco, le autorità cittadine intrapresero la costruzione di un sistema ferroviario sotterraneo. La costruzione delle scale mobili delle stazioni, che si affacciavano sulla Rosenheimer Straße, richiese la chiusura della cantina, utilizzata in passato per le riunioni del partito nazista. Nel 1976, la grande sala sul retro era ancora disponibile per grandi raduni.
La Bürgerbräukeller fu demolita nel 1979 all'interno di un progetto di riqualificazione urbanistica.
Vicino all'ingresso dell'edificio GEMA una targa sul pavimento segnala la posizione del pilastro che nascondeva la bomba di Georg Elser nel suo tentativo fallito di assassinare Adolf Hitler.